# Wilhelm Kempff
Wilhelm Walter Friedrich Kempff (n. 25 noiembrie 1895, Jüterbog, Republica Democrată Germană, Imperiul German – d. 23 mai 1991, Positano, Campania, Italia) a fost un renumit pianist virtuoz și compozitor german. Cu toate că repertoriul său i-a cuprins pe Bach, Liszt, Chopin, Schumann, și Brahms, Kempff a fost bine cunoscut ca interpret al muzicii lui Ludwig van Beethoven și Franz Schubert, ale căror sonate le-a înregistrat integral nu o dată.